# Estadio Anoeta
Estadio Anoeta je višenamjenski stadion koji se nalazi u baskijskom gradu San Sebastiánu te je dom klubu Real Sociedadu. Otvoren je 29. srpnja 1993. godine te je zamijenio stariji Estadio de Atotxa koji je imao manji kapacitet (17.000 mjesta).
Prema UEFA-inom kategorizaciji stadiona, Estadio Anoeta je uvršten u četvrtu, najvišu kategoriju.
Tadašnji predsjednik kluba José Luis Astiazarán je 2004. godine iznio projekt Gipuzkoarena kojim je do 2007. namjeravao povećati postojeći stadionski kapacitet na 42.000 mjesta. Projekt je uključivao uklanjanje atletske staze te gradnju hotela i trgovina pokraj stadiona. Međutim, gradsko vijeće je odbilo taj prijedlog. Gradsko vijeće je ujedno 2007. godine odbilo prijedlog Badiole, koji se tada kandidirao za predsjednika Real Sociedada, da klub postane vlasnik stadiona. Nakon što je Badiola postao predsjednik kluba, 2008. je poslao dva ista prijedloga te ih je gradsko vijeće poslalo na razmatranje.
Osim sportskih susreta, stadion se koristio i za održavanje koncerata, tako da su na njemu dosad gostovali Pink Floyd, U2, Depeche Mode, The Rolling Stones, Bruce Springsteen i Bon Jovi.

## Vanjske poveznice
- Službena web stranica stadiona
- Informacije o stadionu na službenim web stranicama kluba